# Săpânța
Săpânța là một xã thuộc hạt Maramureș, România. Dân số thời điểm năm 2002 là 3290 người.